# Episodi di Dorothy e le meraviglie di Oz (terza stagione)
La terza stagione di Dorothy e le meraviglie di Oz è stata trasmessa negli Stati Uniti su Boomerang dal 6 luglio 2020.
In Italia è stata trasmessa dal 27 gennaio su Boomerang.
| n° | Titolo originale                             | Titolo italiano                                            | Prima TV USA   | Prima TV Italia |
| -- | -------------------------------------------- | ---------------------------------------------------------- | -------------- | --------------- |
| 1  | The Return of the Silver Slippers: Part 1    | La verità sulle scarpette. 1ª parte                        | 6 luglio 2020  | 27 gennaio 2020 |
| 1  | The Return of the Silver Slippers: Part 2    | La verità sulle scarpette. 2ª parte                        | 6 luglio 2020  | 27 gennaio 2020 |
| 2  | The Return of the Silver Slippers: Part 3    | La verità sulle scarpette. 3ª parte                        | 6 luglio 2020  | 28 gennaio 2020 |
| 2  | The Return of the Silver Slippers: Part 4    | La verità sulle scarpette. 4ª parte                        | 6 luglio 2020  | 28 gennaio 2020 |
| 3  | Monkey Business: Part 1                      | I due re. 1ª parte                                         | 7 luglio 2020  | 29 gennaio 2020 |
| 3  | Monkey Business: Part 2                      | I due re. 2ª parte                                         | 7 luglio 2020  | 29 gennaio 2020 |
| 4  | Beast in Show                                | Il nuovo terrore dell'est                                  | 8 luglio 2020  | 30 gennaio 2020 |
| 4  | The New Beast of the East                    | Un avversario per Totò                                     | 9 luglio 2020  | 30 gennaio 2020 |
| 5  | Oz on Ice: Part 2                            | Un gelido Natale. 1ª parte                                 | 10 luglio 2020 | 31 gennaio 2020 |
| 5  | Oz on Ice: Part 2                            | Un gelido Natale. 2ª parte                                 | 10 luglio 2020 | 31 gennaio 2020 |
| 6  | Naught a Fun Ride                            | Giro sulle montagne russe                                  | 13 luglio 2020 | 1 febbraio 2020 |
| 6  | Triple Something                             | La pozione tre-in-uno                                      | 14 luglio 2020 | 1 febbraio 2020 |
| 7  | Hatterday Night Fever                        | Il cappello scomparso                                      | 15 luglio 2020 | 2 febbraio 2020 |
| 7  | Binkie Gets Her Groove Back                  | La Strega Malocchio                                        | 16 luglio 2020 | 4 giugno 2020   |
| 8  | The Wicked Wizard                            | La moneta stregata                                         | 17 luglio 2020 | 4 giugno 2020   |
| 8  | Doggone Cat Crazy                            | Cose da gatti                                              | 20 luglio 2020 | 4 giugno 2020   |
| 9  | Guardians of the Gates of Yawn               | La sveglia d'argento                                       | 21 luglio 2020 | 5 giugno 2020   |
| 9  | Trip to the Moon                             | Viaggio sulla Luna                                         | 22 luglio 2020 | 5 giugno 2020   |
| 10 | The Good, the Wicked, and the Silver: Part 1 | La strega, il guardiano e le scarpette d'argento. 1ª parte | 23 luglio 2020 | 5 giugno 2020   |
| 10 | The Good, the Wicked, and the Silver: Part 2 | La strega, il guardiano e le scarpette d'argento. 2ª parte | 23 luglio 2020 | 5 giugno 2020   |
| 11 | Three Eyes and a Baby                        | La piccola di Glup                                         | 24 luglio 2020 | 8 giugno 2020   |
| 11 | Just for Kicks                               | L'esercito danzante                                        | 28 luglio 2020 | 8 giugno 2020   |
| 12 | The Tin Champion                             | Il più grande supereroe di Oz                              | 29 luglio 2020 | 8 giugno 2020   |
| 12 | North Meets West                             | La strega buona del Nord                                   | 30 luglio 2020 | 8 giugno 2020   |
| 13 | Battle for the Silver Slippers: Part 1       | La battaglia per le scarpette d'argento. 1ª parte          | 31 luglio 2020 | 9 giugno 2020   |
| 13 | Battle for the Silver Slippers: Part 2       | La battaglia per le scarpette d'argento. 2ª parte          | 31 luglio 2020 | 9 giugno 2020   |